# Bagna càuda
Bagna càuda (IPA: [ˈbɑɲa ˈkɑʊ̯da], co oznacza „gorąca kąpiel”, „gorący sos”) –  gorące danie z czosnku i anchois, pochodzące z Piemontu we Włoszech z XVI wieku. Danie jest podawane i spożywane w sposób podobny do fondue, czasami jako przystawka, z surowymi lub gotowanymi warzywami zwykle używanymi do maczania w nim. Tradycyjnie jest spożywane w miesiącach jesienno-zimowych, szczególnie w Boże Narodzenie i Nowy Rok i musi być podawane na gorąco, jak sama nazwa wskazuje.

## Opis
Bagna càuda to gorące danie i sos do maczania, pochodzący z kuchni włoskiej, używane do maczania warzyw. Jest przygotowywane z oliwy z oliwek, siekanych anchois i czosnku. Czasami używane dodatkowe składniki to trufla i sól. Surowe lub gotowane warzywa są zanurzane w sosie, którego temperatura jest zwykle podtrzymywana przy użyciu źródła ciepła, takiego jak świeca lub palnik.
Bagna càuda pochodzi i jest opisywane jako „unikalne dla” Piemontu, regionu północno-zachodnich Włoch, i jest częścią kuchni piemonckiej od XVI wieku. W Piemoncie często maczanym w sosie jest karczoch (jadalny oset). Dodatkowe produkty używane do maczania to kapusta, seler, marchew, papryka, koper włoski i pieczywo. Czasami podaje się go jako przystawkę.

## Rozpowszechnienie
Jest to również popularne danie zimowe w centrum Argentyny i rozpowszechnione jest w Clinton, Rock Springs i Benld w Stanach Zjednoczonych ponieważ było tam wielu imigrantów z północnych Włoch. Bagna càuda było również przygotowywane w społeczności górniczej Madison County w stanie Illinois, ze względu na licznych włoskich imigrantów, którzy przybyli tam, aby pracować w kopalniach.

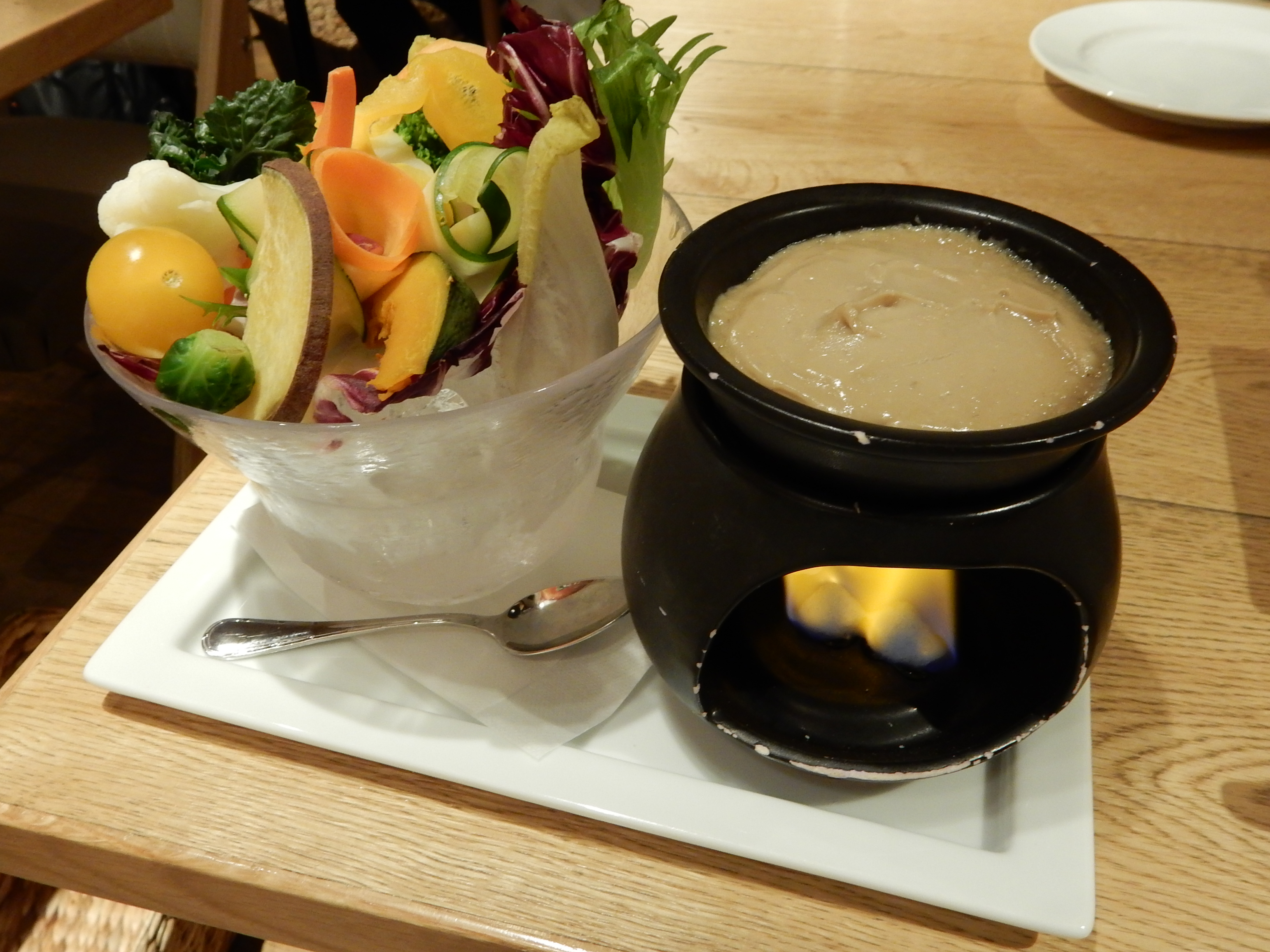
Przygotowane bagna càuda

## Historia
W przeszłości stosowano olej z orzechów włoskich lub laskowych. Czasami w wersjach w okolicach Alby są używane trufle.

## Podobne dania
Pinzimonio to podobny sos do maczania przygotowany z oliwy z oliwek, octu winnego, soli i pieprzu, podawany z surowymi warzywami. Zazwyczaj podaje się go na zimno. 